# 李寶臣 (唐朝)
李寶臣（718年—781年），本名張忠志，字为辅，范陽（今北京、保定一帶）人，唐朝藩鎮，成德節度使。

## 生平
原名不详，为范阳内属的奚族人。他善骑射，范阳将张锁高收养，冒张姓，名忠志。曾为卢龙府果毅，又为安禄山射生。天宝中，随安禄山入朝，留为射生子弟，出入禁中。安禄山在天宝十四年（755年）反唐后，张忠志逃走，又被安禄山收养。更劫持太原尹杨光翙。效忠安庆绪，任命他为恒州刺史。九位节度使带兵围攻相州，张忠志恐惧，于是复归順唐朝。唐肃宗即授故官，封密云郡公。史思明渡河，张忠志再度叛唐。史思明死，张忠志不肯效忠史朝义。再度投向唐朝政府。
安史之亂結束後，唐朝為了籠絡河北舊部，將張忠志升为礼部尚书，封赵国公，赐铁券，賜名李寶臣，封為成德節度使，統恒州、赵州（今河北趙縣）、深州（今河北深州市）、定州（今河北定州市）、易州（今河北易縣）五州，駐恒州（今河北正定），與田承嗣、李懷仙稱“河朔三鎮”。永泰二年（766年），为赞颂他的政绩功德建有大唐清河郡王纪功载政之颂碑。
田承嗣一向自负，看不起李寶臣和淄青節度使李正己。李寶臣之弟李寶正原是田承嗣的女婿，一日李寶正在魏州坐客，陪田承嗣之子田維打马球时，马因受惊撞死田维，李寶正被田承嗣所杖杀，由此两镇关系恶化。大曆十年（775年），田承嗣突發兵攻陷相州（今河南安陽），四月，唐廷下令贬田承嗣为永州刺吏，并令河东、成德、幽州、淄青、淮两、水平、汴宋、河阳、泽潞各路节度使派兵前往魏博。又命李寶臣和幽州节度使朱滔以及及河东节度使薛兼训从北向南攻，李正己与淮西节度使李忠臣等从南向北攻。五月初三，田承嗣部将霍荣国在磁州投降。十五日，李正己部攻占德州(治安德，今山东陵县)。六月初九，田承嗣派其驍将裴志清进攻冀州，不料裴志清却投降李寶臣。田承嗣亲自率兵进围冀州，又被李寶臣击败，只得烧毁辎重逃遁。承嗣再派盧子期進攻磁州。九月，李寶臣和李正己在枣强会兵，進攻貝州（治清河，今河北清河西北），田承嗣率兵去救，二李退兵。十月，李寶臣與昭義留後李承昭共同出兵救磁州，大破盧子期於清水。盧子期被生俘，押送京師斬首。田承嗣之侄田悅在陳留（今河南開封東南）為河南諸將所敗。朝廷派宦官马承倩赴前線慰劳李寶臣。马承倩将返程，李宝臣親赠缣帛百匹，但马承倩却嫌礼薄，掷於路上，並肆意辱罵。兵马使王武俊劝说:“今公在军中新立功，竖子尚尔，况寇平之后，以一幅诏书召归阙下，一匹夫耳，不如释承嗣以为己资。”李寶臣遂轉為消極進攻。
李宝臣早有兼并幽州之心，但久为幽州节度使朱滔控制。田承嗣遂以谶语挑撥離間李寶臣與朱滔，後來李寶臣派兵偷襲朱滔未果，雙方交惡。大曆十一年田承嗣暗中勾結李正己，将境内户口、甲兵、谷帛等交给李正己，於是李按兵不動，其危遂解。是年十二月，承嗣又上表謝罪，李正己亦屢向朝廷擔保田承嗣，事遂不了了之。大曆十二年（777年），李宝臣拥有劲卒五万，封陇西郡王，又迁左仆射，封检校司空、同中书门下平章事。唐德宗即位，拜司空，兼太子太傅。
建中二年（781年）一月，寶臣死，终年六十四岁。唐德宗为之废朝三日，追赠太傅。次子行軍司馬李惟岳謀襲父位，朝廷不允，李惟岳、田承嗣的侄子田悅等起兵叛亂。

## 家族
- 长子李惟誠，庶出，濮州刺史
- 次子李惟岳，嫡出，行軍司馬
- 三子李惟簡，鳳翔節度使，檢校戶部尚書、武安郡王。李惟簡五子：李元孫，三原尉；李元質，濛陽尉；李元立，興平尉；李元本，河南府參軍；李銖。

李宝臣也有几个女儿，王士真、杨荣国（其妻为李惟岳姐）、李纳（其妻与李惟誠同胞）、令狐建都是他的女婿。

## 人物评价
- 李泌：“贼之骁将，不过史思明、安守忠、田乾真、张忠志、阿史那承庆等数人而已。”
- 陆贽：“往岁为天下所患，咸谓除之则可致升平者，李正巳、李宝臣、梁崇义、田悦是也。”
- 刘昫：“土运中微，群盗孔炽。宝臣附丽安、史，流毒中原，终窃土疆，为国蟊贼。加以武俊之狠狡，为其腹心，或叛或臣，见利忘义，蛇吞蝮吐，垂二百年。哀哉，王政不纲，以至于此。若使明皇不懈于开元之政，姚崇久握于阿衡，讵有柳城一胡，敢窥佐伯，况其下者哉！”
- 王夫之：田承嗣、薛嵩、李宝臣之流，“非有雄武机巧之足以抗天下，而唐之君臣，目睨之而不能动摇其毫发。非诸叛臣之能也，河北之骄兵悍民、气焰已成，而不可扑也。”